# Craugastor obesus
Craugastor obesus là một loài ếch thuộc họ Leptodactylidae.
Loài này có ở Costa Rica và Panama.
Môi trường sống tự nhiên của chúng là rừng ẩm vùng đất thấp nhiệt đới hoặc cận nhiệt đới, vùng núi ẩm nhiệt đới hoặc cận nhiệt đới, và sông ngòi.